# Gruzínská gubernie

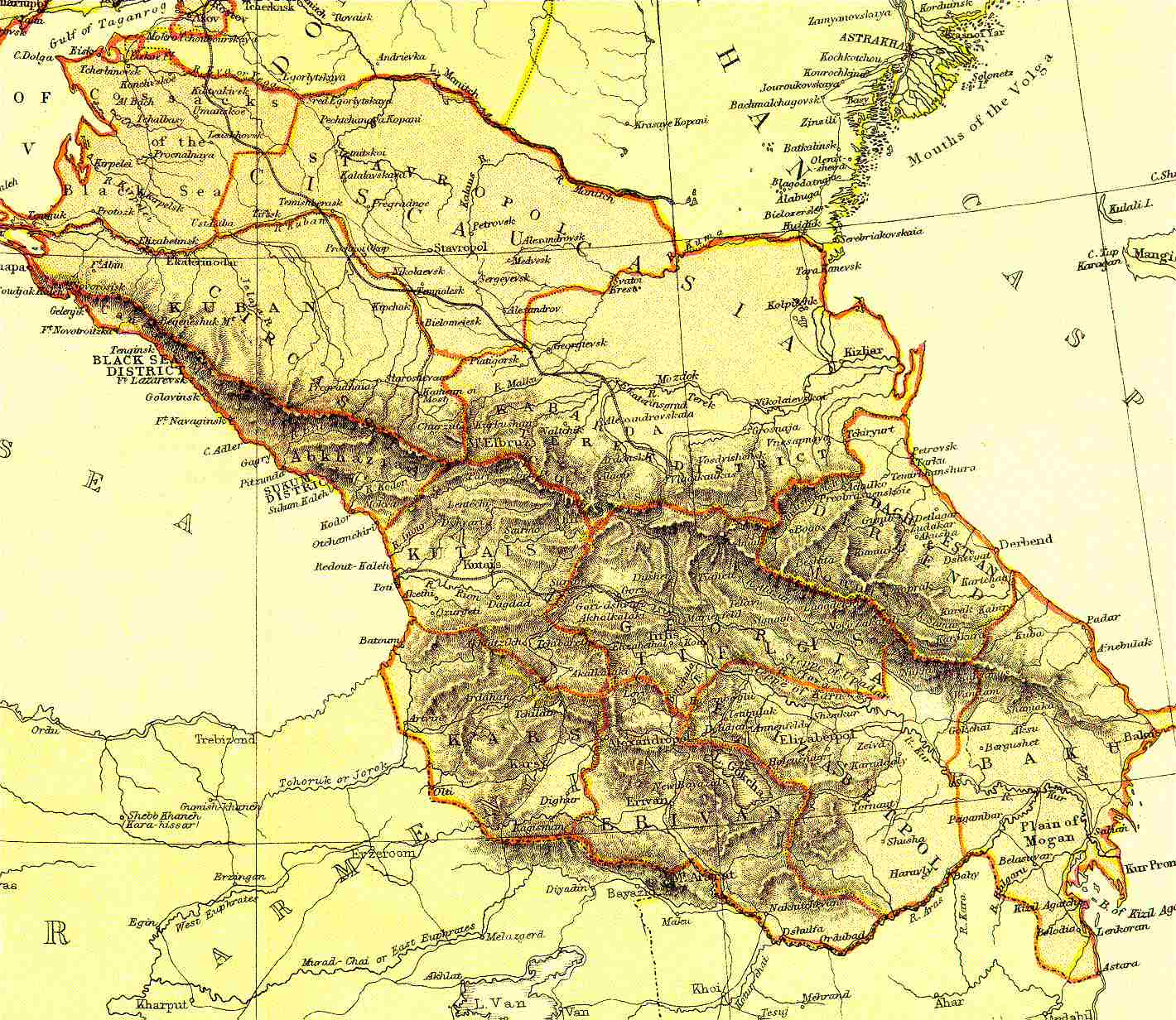
Mapa Zakavkazska z roku 1882

Gruzínská gubernie (rusky Грузинская губерния) byla jedna z gubernií carského Ruska v letech 1801–1840 zřízená na území dnešního Gruzie na základě manifestu cara Alexandra I. poté, co se toto území dobrovolně stalo součástí Ruského impéria. V roce 1812 se území gubernie rozšířilo o Jižní Kavkaz, který Ruské impérium získalo na základě Bukurešťské mírové smlouvy z roku 1812. V roce 1840 se gubernie rozpadla a její území se stalo součástí Gruzínsko-imeretské gubernie. Administrativní centrum gubernie bylo ve městě Tiflis.